# Osorkon I.
Osorkon I. war der 2. altägyptische Pharao (König) der 22. Dynastie (Dritte Zwischenzeit). Er regierte um 925–890 v. Chr. (als Indizien gelten eine Mumienbinde mit dem Jahr "33", Laufbahn des Iuwelot, Tod des Mitregenten Scheschonq II. mit ca. 50 Jahren, Amtszeiten der Amunpriester).

## Titulatur
- Horusname: Starker Stier, Geliebter des Re, den Atum auf seinen Thron gesetzt hat, um die beiden Länder zu gründen
- Nebtiname: Der die Gestalten groß macht, mit großen Wundertaten
- Goldname: Mit siegreicher Schlagkraft, der die Neun Bogen (die Feinde Ägyptens) bezwingt, Majestät, die alle Länder erobert

## Herkunft
Osorkon I. ist der Sohn des Dynastiegründers Scheschonq I. und dessen Gemahlin Karama (I.). Seine Söhne sind die späteren Hohepriester des Amun in Theben Scheschonq II., Iuwelot und Smendes III., sowie Takelot I., hernach altägyptischer Pharao (König). Die Gemahlinnen von Osorkon I. sind Taschedchons und Maatkare.

## Belege
Von reichen Schenkungen (27.000 kg Gold, 180.000 kg Silber) an die Tempel der wichtigeren Gottheiten Ägyptens (Re-Harachte, Hathor, Mut, Herischef, Thot, Bastet und Amun-Re) zeugt eine Inschrift auf dem Atumtempel von Bubastis. Dies lässt auf eine gute Wirtschaftslage schließen.
Denkmäler finden sich in Bubastis (Tempel der Bastet: Hypostelsaal mit Hathorpfeilern, Vorhof mit Reliefs, Atumtempel), Memphis (Schrein der Bastet), Atfih (Isistempel), el-Hibe (Tempel Scheschonq I.) und Abydos (Kartusche auf Tor Thutmosis III.)
Aus seiner Regierungszeit kennen wir Zeugnisse der Hohepriester des Amun Iupet und Scheschonq II. in Theben. Der dortige Tempel wird mit kostbaren Toren ausgestattet und einer kleinen Kapelle des Thot und Amun.
Von guten Handelsbeziehungen mit dem syrischen Raum zeugt eine nach Byblos gestiftete und vom dortigen Stadtfürsten Elibaal mit eigener Weiheinschrift versehene Statue des Königs.
Ob eine im Alten Testament genannte Auseinandersetzung – (2 Chr 14,8-15 ): ein "Kuschit" Zerach greift Juda an, wird aber von König Asa zurückgeschlagen – fiktiv oder historisch ist, darüber sind sich die Experten uneinig.